# گروه گل
گروه گل (انگلیسی: Flower Band; کره‌ای: 닥치고 꽃미남 밴드) یک مجموعهٔ تلویزیونی کره جنوبی سال ۲۰۱۲ با بازی سونگ جون، جو بو-آه، ال، جونگ یی-چول، یو مین کیو و کیم مین-سوک است. داستان این مجموعه، یک داستان سن بلوغ است و در مورد گروه راک دبیرستانی است و دوستی، رقابت و روابط عاشقانه آنها را به تصویر می‌کشد. گروه گل از ۳۰ ژانویه تا ۲۰ مارس ۲۰۱۲، روزهای دوشنبه و سه‌شنبه ساعت ۲۳:۰۰ (کی‌اس‌تی) از تی‌وی‌ان برای ۱۶ قسمت پخش شد.